# ویلسون بیت‌منصور
ویلسون بیت‌منصور (زادهٔ ۱۹۲۷ - درگذشته ۲۰۱۹) یک پزشک و سیاستمداراهل آشوری‌تبار ایران بود که نماینده دوره‌های بیست دوم و بیست سوم آشوری‌ها و کلدانی‌ها در مجلس شورای ملی بود.

## زندگی‌نامه
در سال ۱۹۲۷ در روستای قراجلوی از توابع شهر ارومیه به دنیا آمد. تحصیلات ابتدایی را در زادگاهش و متوسطه را در شهر شهر ارومیه و تحصیلات عالیه را در رشته پزشکی در تهران به پایان رساند. به منظور تکمیل تحصیلات و کسب تجربه و تخصص راهی آمریکا شد و در رشته جراحی زنان و زایمان دوره ای را گذرانید. در سال ۱۹۵۹ با دکتر ربکا بیت‌الخاص یکی از همشهریانش، که متخصص کودکان نیز بود ازدواج نمود و به همراه همسرش به ایران بازگشتند و در تهران به طباب مشغول شدند. در دوران دانشجویی با رابی کورش بنیامین، زبان‌شناس و ملی‌گرای سرشناس آشوری آشنا شد و از آن پس در تمامی مجامع فرهنگی و اجتماعی آشوریان شرکت نمود. در اوایل سال ۱۹۵۰ به همراه چند از دوستانش، سازمان فرهنگی جوانان آشوری را بنیان نهاد. این سازمان با تأسیس چاپخانه و کتاب‌هایی به زبان آشوری به چاپ رساند. دکتر بیت‌منصور در سال ۱۹۶۷ به نمایندگی مجلس شورای ملی برگزیده شد و تا سال ۱۹۷۹ و وقوع انقلاب این سمت را برعهده داشت. وی همچنین به عنوان رئیس کمیسیون بهداشت مجلس شورای ملی برگزیده شد. بیت منصور در «دومین کنگره جهانی آشوریان» (AUA) که در سال ۱۹۶۹ در لندن برگزار شد شرکت نمود و به اتفاق آرا به دبیر کلی اتحادیه جهانی آشوری‌ها و کلدانی‌ها برگزیده شد. از نوامبر ۱۹۶۸ تا اوت ۱۹۷۹ اقدام به انتشار روزنامه آشور نمود. وی همچنین برنده نشان همایون شده‌است.

## تالیفات
- پدر و مادر در انتظار نوزاد (۱۹۶۵/۱۳۴۴)
- ترجمه «آشوریان» اثر نیکلاس گیلد (۱۳۷۴/۱۹۹۵)
- ترجمه «کوه سمل» اثر ایوان کاکوویچ (۱۳۸۴/۲۰۰۵)
- شخصیت‌های آشوری (۱۳۸۸/۲۰۰۹)